# Helicopsyche grenadensis
Helicopsyche grenadensis is een schietmot uit de familie Helicopsychidae. De soort komt voor in het Neotropisch gebied.